# Apelholmen (vid Kasnäs, Kimitoön)
Apelholmen är en ö i Finland. Den ligger i Skärgårdshavet vid Kasnäs i kommunen Kimitoön i landskapet Egentliga Finland, i den sydvästra delen av landet. Ön ligger omkring 61 kilometer söder om Åbo och omkring 140 kilometer väster om Helsingfors.
Öns area är 13,1 hektar och dess största längd är 0,6 kilometer i nord-sydlig riktning.